# قطعنامه ۷۰۸ شورای امنیت
قطعنامه  ۷۰۸ شورای امنیت سازمان ملل متحد که در تاریخ ۲۸ اوت ۱۹۹۱ تصویب شد، سندی بین‌المللی دربارهٔ دیوان بین‌المللی دادگستری است. این قطعنامه طی نشست ۳۰۰۵ام با ۱۵ رای موافق، ۰ مخالف و ۰ ممتنع تصویب شد.